# Luperus ragusai
Luperus ragusai là một loài bọ cánh cứng trong họ Chrysomelidae. Loài này được Laboissière miêu tả khoa học năm 1919.